# Jake Gleeson
Jacob Christopher „Jake“ Gleeson (* 26. Juni 1990 in Palmerston North) ist ein neuseeländischer Fußballspieler. Der Torhüter spielt seit 2011 in der Major League Soccer für die Portland Timbers.

## Karriere
Gleeson gehörte 2007 zum neuseeländischen Aufgebot beim Gewinn der U-17-Fußball-Ozeanienmeisterschaft und absolvierte auch bei der U-17-Fußball-Weltmeisterschaft 2007 in Südkorea zwei Partien. Dabei fiel er bei der 0:7-Niederlage gegen Brasilien einem englischen Talentspäher auf, der Gleeson Probetrainings bei Manchester United und dem FC Everton verschaffte. Anders als seine Nationalmannschaftskollegen Chris Wood (West Bromwich Albion) und Lance Heslop (Aston Villa) reichte es aber für Gleeson nicht zu einem Wechsel nach England. Nachdem er 2007 mit Western Suburbs FC die Meisterschaft in der Central Premier League gewonnen hatte, geriet seine Karriere in den folgenden Jahren ins Stocken. Von 2008 bis 2010 spielte der Nachwuchskeeper nur sporadisch für Team Wellington in der New Zealand Football Championship, der höchsten Spielklasse des Landes. Ende 2008 nahm der Torhüter mit der neuseeländischen U-20-Auswahl an der U-20-Fußball-Ozeanienmeisterschaft teil, erreichte mit seinem Team aber hinter Tahiti und Neukaledonien nur den dritten Platz und verpasste daher auch die Qualifikation für die Junioren-Fußballweltmeisterschaft 2009.
Im Frühjahr 2010 erfuhr Gavin Wilkinson, Trainer beim US-amerikanischen Profiklub Portland Timbers und ehemaliger neuseeländischer Nationalspieler, vom Interesse der Seattle Sounders an dem Torwarttalent. Gleeson erhielt daraufhin von den Timbers ein Angebot, 2010 für die Zweitmannschaft, die Portland Timbers U23s, in der USL PDL zu spielen und die Möglichkeit zur folgenden Saison in die neu gegründete Mannschaft in der Major League Soccer aufzurücken. Gleeson nahm das Angebot an und dominierte mit der U-23-Mannschaft die Liga. Das Team gewann sämtliche 16 Spiele der regulären Saison und blieb auch in den Meisterschafts-Play-offs ohne Niederlage. Durch einen 4:1-Erfolg im Finale wurden die Timbers die erste Mannschaft der Ligageschichte, die sämtliche Saisonspiele gewann. 
Im Februar 2011 erhielt er zusammen mit U-23-Mannschaftskamerad Freddie Braun einen Profivertrag für das MLS-Team. Gleesons Entwicklung blieb auch dem neuseeländischen Nationaltrainer Ricki Herbert nicht verborgen, der den Torhüter für ein Freundschaftsspiel gegen China im März 2011 für die neuseeländische A-Nationalmannschaft nominierte. Bei den Timbers war Gleeson zu Saisonbeginn als dritter Torhüter eingeplant, zum Saisonauftakt saß er aber wegen einer Verletzung von Troy Perkins auf der Ersatzbank und sagte daher auch seine Länderspielteilnahme ab. Zu seinem Ligadebüt kam er schließlich bereits am 2. Spieltag gegen den Toronto FC, nachdem Perkins Ersatzmann Adin Brown in der Halbzeitpause verletzt ausgewechselt werden musste. Gleeson blieb auch an den folgenden Spieltagen in der Startelf und bestritt dabei unter anderem das erste Heimspiel in der MLS-Geschichte des Klubs, ein 4:2-Sieg am 14. April 2011 gegen Chicago Fire.
Obwohl Gleeson für herausragenden Paraden in den Spielen gegen Toronto und den FC Dallas jeweils die Auszeichnung „Save of the Week“ erhielt, musste er Perkins nach dessen Wiedergenesung den Vorzug lassen.
Am 5. Juni 2011 debütierte er in der Neuseeländischen Fußballnationalmannschaft in einem Freundschaftsspiel gegen Australien, als er für die letzten 13 Minuten Glen Moss bei der 0:3-Niederlage ersetzte.